# Barnardoscia demarcata
Barnardoscia demarcata är en kräftdjursart som först beskrevs av Barnard 1932.  Barnardoscia demarcata ingår i släktet Barnardoscia och familjen Philosciidae. Inga underarter finns listade i Catalogue of Life.